# Caress of Steel
Albums de Rush
Fly by Night
(1975) 2112
(1976)
Singles
1. The Necromancer: Return of the Prince
Sortie : 1975
2. Lakeside Park
Sortie : 1976

Caress of Steel est le troisième album studio du trio de rock progressif canadien Rush. Il fut réalisé le 24 septembre 1975 sur le label Mercury Records et produit par le groupe et Terry Brown.

## Historique
Cet album est le premier à contenir une suite épique, The Fountain Of Lamneth, qui dure 20 minutes et qui occupait la totalité de la deuxième face du disque vinyle. L'auteur Neil Peart s'est inspiré du roman Le Seigneur des anneaux de J. R. R. Tolkien.
On y retrouve également les influences de Lynyrd Skynyrd sur I Think I'm Going Bald.
À l'origine, la pochette de l'album devait avoir une teinte argentée afin de lui donner une apparence métallique. Une erreur d'impression en modifia les couleurs.
La volonté du groupe était de faire une véritable percée avec cet album et qui devait définitivement lancer Rush à l’avant-scène, mais il vendit moins que l’album précédent (Fly by Night) et fut considéré comme une déception par leur maison de disques. La tournée qui suivit la sortie de l'album, ne comprenant que de petites salles, fut ironiquement surnommée le « Down the tubes tour » (la tournée perdue).
Cet album se classa à la 60e place des charts canadiens et à la 148e place du Billboard 200 aux États-Unis. Il sera certifié disque d'or dans ces deux pays, mais plus tardivement aux  États-Unis où il faudra attendre le 1er décembre 1993.

## Liste des titres
- Tous les titres sont signés par Geddy Lee, Alex Lifeson et Neil Peart sauf indications

Face 1
1. Bastille Day – 4:37
2. I Think I'm Going Bald - 3:37
3. Lakeside Park - 4:08
4. The Necromancer - 12:30
  - I. Into Darkness - 4:12
  - II. Under The Shadow - 4:25
  - III. Return Of The Prince - 3:52

Face 2
1. The Fountain of Lamneth - 19:59
  - I. In The Valley - 4:18
  - II. Didacts And Narpets - 1:00
  - III. No One At The Bridge - 4:19
  - IV. Panacea (Lee, Peart) - 3:14
  - V. Bacchus Plateau (Lee, Peart) - 3:16
  - VI. The Fountain - 3:49

## Musiciens
- Geddy Lee : chant, basse
- Alex Lifeson : guitares acoustique et électrique 6 & 12 cordes, guitare classique, steel guitare
- Neil Peart : batterie, percussions

## Charts et certifications
Charts
| Pays       | Durée du classement | Meilleur classement | Date             |
| ---------- | ------------------- | ------------------- | ---------------- |
| Canada     | 2 semaines          | 60e                 | 13 décembre 1975 |
| États-Unis | 6 semaines          | 148e                | 8 novembre 1975  |

Certifications
| Pays       | Certification | Ventes    | Date              |
| ---------- | ------------- | --------- | ----------------- |
| Canada     | Or            | 50 000 +  | 1er février 1978  |
| États-Unis | Or            | 500 000 + | 1er décembre 1993 |